# Туапсе

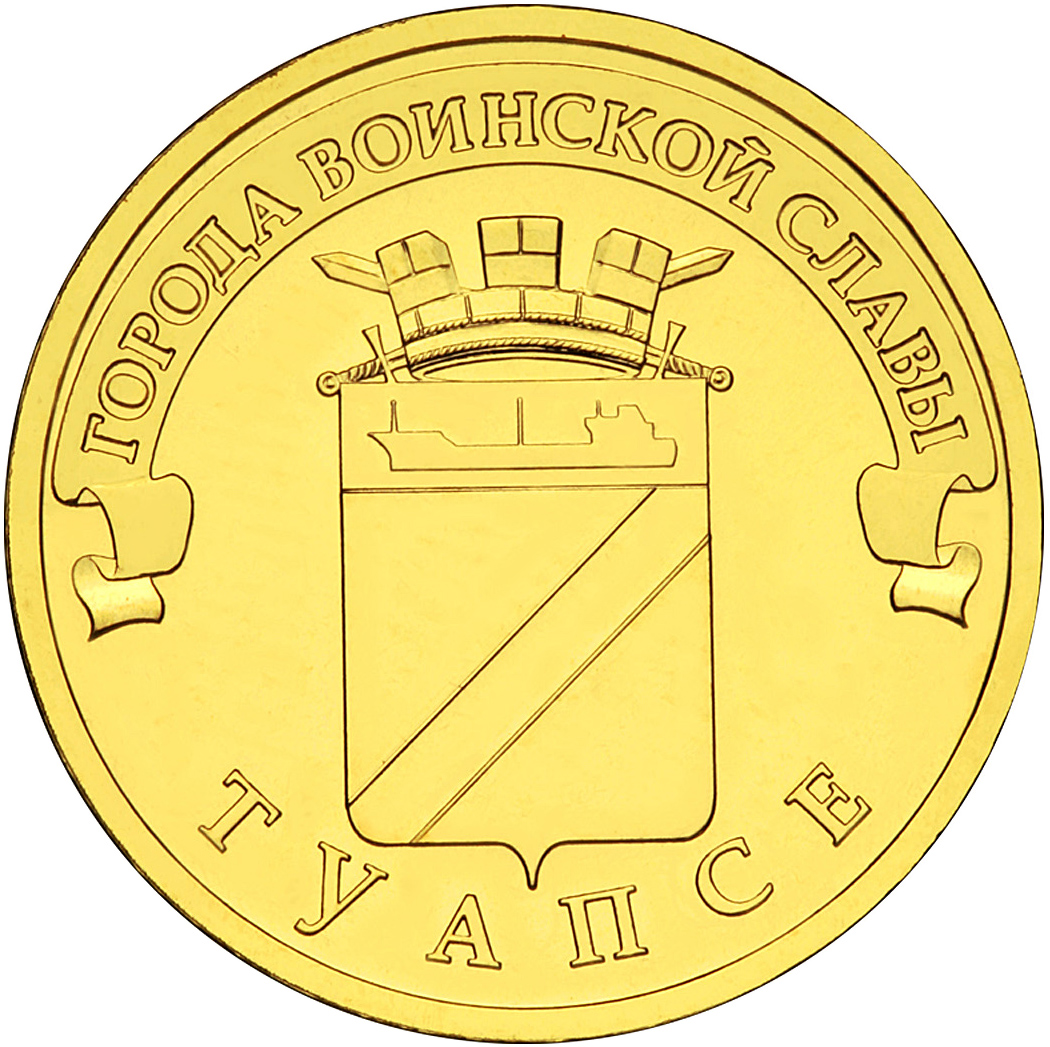
Памятная монета Банка России номиналом 10 рублей (2012) из серии «Города воинской славы»

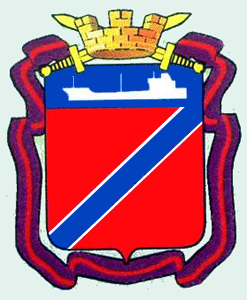
Герб Туапсе с двумя положенными накрест мечами за муниципальной короной.

Туапсе́ (адыг. тӏуапсы — «две реки, междуречье») — город в Краснодарском крае Российской Федерации. Крупный порт на побережье Чёрного моря. Город воинской славы (2008 г.).
Административный центр Туапсинского муниципального района. Город краевого подчинения. Образует «Туапсинское городское поселение», как единственный населённый пункт в его составе.

## Этимология
Название поселения происходит от одноимённой реки, гидроним же имеет адыгское происхождение, где туа — «два», псы — «вода, река».

## География
Город расположен на восточном побережье Чёрного моря, в междуречье рек Туапсе и Паук, у подножья южного склона Главного Кавказского хребта. Находится в 105 км к югу от города Краснодар и в 78 км к северо-западу от центра Сочи.
Через город проходят федеральные автотрассы А-147 (Адлер-Джубга) и Р-254 (Майкоп-Туапсе), которая ведёт через Шаумянский перевал на северный склон ГКХ. Действуют железнодорожные станции «Туапсе-Пассажирская» и «Туапсе-Сортировочная», обслуживающие Армавир-Туапсинскую ветку Северо-Кавказской железной дороги.
| С-З | Анапа ~ 217 км Геленджик ~ 130 км  | Москва ~ 1510 км Краснодар ~ 184 км | Ставрополь ~ 370 км Майкоп ~ 143 км | С-В |
| З   | Варна ~ 1575 км                    | Роза ветров                         | Махачкала ~ 862 км                  | В   |
| Ю-З | Самсун ~ 1015 км Стамбул ~ 1758 км | Трабзон ~ 690 км                    | Сочи ~ 118 км Батуми ~ 488 км       | Ю-В |

Граничит с землями населённых пунктов: Агой и Агуй-Шапсуг на севере, Пригородный и Мессажай на востоке, и Кроянское на юго-востоке. На западе город омывается водами Чёрного моря. Протяжённость морского побережья в пределах города составляет 10 км.
Туапсе расположен в предгорной зоне южного склона Главного Кавказского хребта. Местность начинает повышаться при удалении от побережья. В некоторых местах над морем имеются скальные обрывы. Средние высоты на территории города составляют 45 метров над уровнем моря. Наивысшей точкой является гора Мессажай (651 м), расположенная к северу от города. На северо-западной окраине находится крупный лесопарк «Кадош».
Гидрографическая сеть представлена короткими реками, стекающими с гор в Чёрное море. Наиболее крупными из них являются Туапсе и Паук. В период паводков и сильных дождей горные реки часто выходят из берегов.

## Климат
Туапсе находится в зоне влажного субтропического климата (Cfa согласно классификации климата Кёппена). Из-за наличия рядом невысокого и хорошо продуваемого Шаумянского перевала (512 м) в Туапсе фиксируются вторжения холодных северных масс воздуха. В январе 2006 года в городе был зафиксирован абсолютный минимум холода −16,8 °C. 30 июля 2000 года была зафиксирована максимальная температура +39,4 °C.
Широкое ущелье одноимённой реки также способствует формированию сквозных движений ветра. Из-за горной местности особую роль играет микроклимат. В результате даже гораздо более северные посёлки, плотно окружённые горами и не имеющие крупных ущелий и перевалов, демонстрируют более благоприятные условия, чем Туапсе. Морозы, как правило, всегда слабее также и в таких более северных по отношению к Туапсе микрооазисах, как Криница, Бетта, Прасковеевка, Новомихайловский, Агой и др. Из-за южного расположения и влияния моря сезонов здесь всего два: тёплый и прохладный. Апрель при этом в Туапсе значительно холоднее октября. Среднегодовое количество осадков в городе составляет около 1400 мм. В отличие от западного Средиземноморья, летний период в Туапсе не засушлив: с апреля по октябрь выпадает 704 мм осадков (49 % от среднегодового), а зимний максимум выражен слабо: с ноября по март выпадает в среднем 720 мм (51 %) — в основном в виде дождя и мокрого снега.
| Показатель                                   | Янв. | Фев. | Март | Апр. | Май  | Июнь | Июль | Авг. | Сен. | Окт. | Нояб. | Дек. | Год  |
| -------------------------------------------- | ---- | ---- | ---- | ---- | ---- | ---- | ---- | ---- | ---- | ---- | ----- | ---- | ---- |
| Средняя температура, °C                      | 5,4  | 5,6  | 8,2  | 12,4 | 17,1 | 21,6 | 24,6 | 25,2 | 20,8 | 15,7 | 10,6  | 7,1  | 14,5 |
| Норма осадков, мм                            | 163  | 121  | 110  | 92   | 92   | 84   | 96   | 93   | 118  | 122  | 163   | 182  | 1436 |
| Источник: ФГБУ "ВНИИГМИ-МЦД",Погода и Климат |      |      |      |      |      |      |      |      |      |      |       |      |      |

| Показатель                    | Янв.  | Фев.  | Март | Апр. | Май  | Июнь | Июль | Авг. | Сен.  | Окт.  | Нояб. | Дек.  | Год  |
| ----------------------------- | ----- | ----- | ---- | ---- | ---- | ---- | ---- | ---- | ----- | ----- | ----- | ----- | ---- |
| Абсолютный максимум, °C       | 22,2  | 24,0  | 26,5 | 30,0 | 35,4 | 35,1 | 41,1 | 40,0 | 35,4  | 31,2  | 26,1  | 23,7  | 41,1 |
| Средний суточный максимум, °C | 8,2   | 8,8   | 11,4 | 15,9 | 20,5 | 24,6 | 27,8 | 28,5 | 24,7  | 19,7  | 14,4  | 10,3  | 18,0 |
| Средняя температура, °C       | 5,0   | 5,4   | 7,7  | 12,0 | 16,4 | 20,4 | 23,5 | 23,8 | 19,7  | 14,8  | 10,5  | 7,1   | 14,0 |
| Средний суточный минимум, °C  | 2,1   | 2,4   | 4,5  | 8,5  | 12,6 | 16,4 | 19,3 | 19,4 | 15,5  | 10,8  | 7,1   | 4,1   | 10,3 |
| Абсолютный минимум, °C        | −19   | −15   | −8   | −4,2 | 2,3  | 4,8  | 5,0  | 9,0  | 3,0   | −3,9  | −9,1  | −10,5 | −19  |
| Норма осадков, мм             | 143,2 | 106,6 | 93,8 | 94,3 | 95,0 | 80,5 | 77,3 | 89,2 | 114,6 | 106,9 | 155,4 | 176,2 | 1333 |
| Температура воды, °C          | 8,9   | 8,2   | 8,9  | 11,3 | 15,4 | 20,3 | 24,0 | 25,2 | 22,8  | 18,8  | 14,4  | 11,1  | 15,8 |
| Источник: climatebase, ЕСИМО. |       |       |      |      |      |      |      |      |       |       |       |       |      |

| Солнечное сияние, часов за месяц. | Солнечное сияние, часов за месяц. | Солнечное сияние, часов за месяц. | Солнечное сияние, часов за месяц. | Солнечное сияние, часов за месяц. | Солнечное сияние, часов за месяц. | Солнечное сияние, часов за месяц. | Солнечное сияние, часов за месяц. | Солнечное сияние, часов за месяц. | Солнечное сияние, часов за месяц. | Солнечное сияние, часов за месяц. | Солнечное сияние, часов за месяц. | Солнечное сияние, часов за месяц. | Солнечное сияние, часов за месяц. |
| Месяц                             | Янв                               | Фев                               | Мар                               | Апр                               | Май                               | Июн                               | Июл                               | Авг                               | Сен                               | Окт                               | Ноя                               | Дек                               | Год                               |
| Солнечное сияние, ч               | 93                                | 107                               | 146                               | 165                               | 239                               | 285                               | 319                               | 301                               | 243                               | 202                               | 114                               | 84                                | 2297                              |
| --------------------------------- | --------------------------------- | --------------------------------- | --------------------------------- | --------------------------------- | --------------------------------- | --------------------------------- | --------------------------------- | --------------------------------- | --------------------------------- | --------------------------------- | --------------------------------- | --------------------------------- | --------------------------------- |

## История

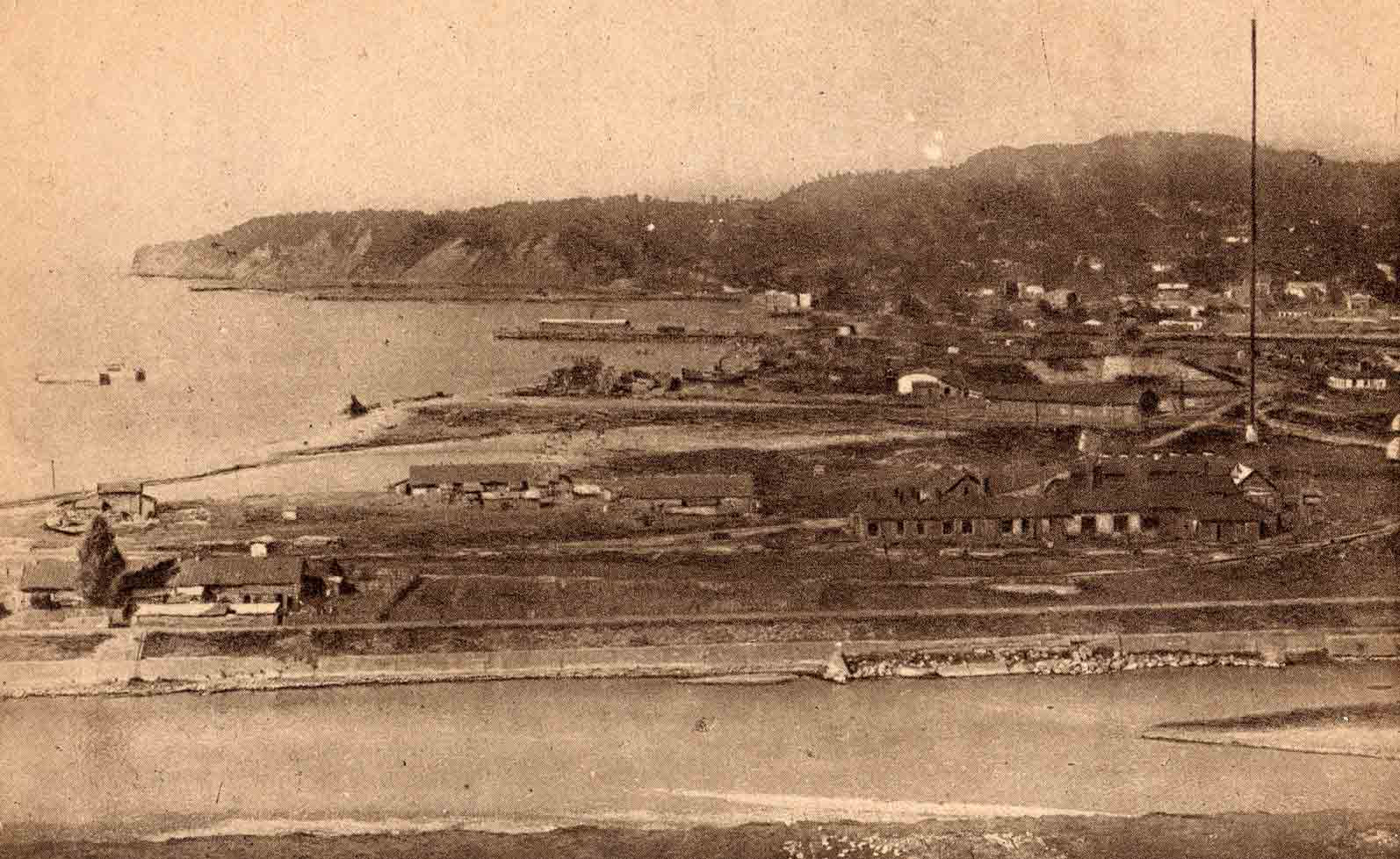
Туапсе в начале XX века

Около 3 тысяч лет до нашей эры в районе современного города обитали племена, строившие дольмены и относящиеся к дольменной культуре.
Самое раннее упоминание адыгейского слова Туапсе (от «адыг. Тӏуапсы» — «междуречье», «две реки» — река Туапсе, образована слиянием двух горных рек — Чилипси (адыг. Чылэпсы) и Пшенахо (адыг. Псынэф)) встречается в VI—II веках до н. э. (в греческой транскрипции — «Топсида»). Уже тогда в этом месте существовало поселение предков современных адыгов.
В середине X века Абхазское царство достигло наибольшего расширения своих границ. Оно охватывало всю Западную часть Грузии, а на севере вдоль черноморского побережья — земли вплоть до района современного Туапсе. К 1008 году Абхазское царство потеряло большинство завоёванных земель и влилось в Единое Грузинское царство.
В Позднем Средневековье генуэзцы основывали в Северо-Восточном Причерноморье города-колонии, где вели активную торговлю с местным населением. После падения Византийской империи в конце XV века всё Северное Причерноморье было уступлено генуэзцами Османской Империи, которая установила свое господство в этом регионе почти на четыре века. До российского завоевания на месте Туапсе располагался крупный невольничий рынок.
В 1829 году по Адрианопольскому мирному договору Османской империей Северо-Восточное Причерноморье было уступлено Российской империи. Однако местное население, не признававшее над собой власть как Османской империи, так и Российской, начало активное сопротивление прибывавшим царским войскам.
В 1838 году в составе Черноморской укреплённой береговой линии был построен Вельяминовский форт, названное в честь генерала А. А. Вельяминова (1785—1838). Через год укрепление было разрушено шапсугами, но постепенно было восстановлено.
В 1853 году в условиях Крымской войны царские войска вынуждено покинули военное укрепление, предварительно разрушив его. При помощи Англии территория до конца войны была занята войсками Османской империи, подошедшими по черноморскому побережью с юга.
В 1857 году здесь была устроена турецкая база, снабжавшая адыгов оружием. В 1859 году морской десант под командованием майора Левашёва разрушает турецкую базу. В 1864 году отряд генерала Геймана дошёл до Туапсе и овладел развалинами форта Вельяминовского.
В 1864 году завершилась Кавказская война и начался процесс масштабного переселения мятежных адыгов в Османскую империю (см. Черкесское мухаджирство). Район Туапсе являлся одним из главных пунктов морской эвакуации адыгов. Опустевшее черноморское побережье сначала стали заселять семьями казаков, позже в регион начали переселяться русские и украинцы из Центральных губерний Российской империи, а также армяне, греки и грузины, переселявшиеся из Османской империи.
В 1864 году на месте развалин форта Вельяминовского была основана станица Вельяминовская, в 1870 году преобразованная в селение.
В 1867 году был построен маяк на мысе Кадош (ныне в черте города).
С 1870 года станица Вельяминовская становится деревней Вельяминовка, в составе Вельяминовского отдела Черноморского округа.
В 1875 году наряду с Вельяминовкой, на местности было учреждено ещё одно гражданское поселение — Вельяминовский посад.
В 1895 году к поселению проложены шоссейные дороги «Новороссийск—Сухум» и «Майкоп—Туапсе». В 1896 году началось строительство сооружений морского порта.
В 1897 году Вельяминовский посад переименован в посад Туапсе, ставший окружным центром Туапсинского округа Черноморской губернии.
В 1916 году посаду Туапсе был присвоен статус города. К этому времени в городе была проведена железнодорожная ветка «Армавир—Туапсе». Одновременно с установлением железнодорожного сообщения был построен и оборудован новый коммерческий порт, к которому был проложен нефтепровод из Майкопского нефтяного района.
Во время гражданской войны (1917—1920) город несколько раз переходил из рук в руки, вследствие чего был сильно разрушен.
16 ноября 1917 года в Туапсе, первым среди городов современного Краснодарского края, была провозглашена советская власть.
1921 год — открыты первая музыкальная школа и первая публичная библиотека.
1923 год — город избран районным центром преобразованного Туапсинского района Черноморского округа Кубано-Черноморской области.
1928 год — в состав города Туапсе (в связи со строительством Туапсинского нефтеперерабатывающего завода) включено первопоселение Вельяминовка.
1928 год — закончено сооружение нефтепровода Грозный—Туапсе, по проекту академика В. Г. Шухова. Построены нефтеперерабатывающий завод и нефтяной пирс в морском порту.
1929 год — образование первого туапсинского транспортного предприятия — Туапсинского АТП.
1933 год — порт Туапсе приобретает Всесоюзное значение.
1935 год — город Туапсе получил статус города краевого подчинения.
Октябрь 1941 года — началось строительство Агойского аэродрома (в 8 км от центра города). Создана Туапсинская военно-морская база под командованием контр-адмирала Г. В. Жукова.
В декабре 1941 на город был совершён первый вражеский налёт, а массированные бомбардировки порта начались с 23 марта 1942 года, когда был потоплен минный заградитель «Островский». Особенно тяжёлое положение для города сложилось летом 1942 года, когда пал Севастополь и Туапсинский порт стал главным портом и главной военно-морской базой, питавшей всю Черноморскую группу войск. 23 августа 1942 был создан Туапсинский оборонительный район под командованием контр-адмирала Г. В. Жукова. 25 сентября 1942 года немцы перешли в новое наступление в районе села Шаумян и стремительно прорвались вглубь. 17 октября немцами был взят Шаумян, 21 октября село Гойтх. 23 октября Семашхская группировка врага была разгромлена, остатки её были отброшены за реку Пшиш. Во время Великой Отечественной войны город был сильно разрушен. Впоследствии город был награждён орденом Отечественной войны I степени (май 1985). Уже в 1943 году город начал восстанавливаться. Ущерб, нанесённый Туапсе, в ценах 1943 года составил более 22 миллионов. Полностью разрушено 309 домов, 719 нуждались в капитальном ремонте.
В конце 1943 года введено 2840 м² жилья, восстановлены депо, электростанция, хлебозавод, мясокомбинат, фруктоварочный и рыбный заводы.
1947 год — начал работать восстановленный машиностроительный завод. Под руководством знаменитого архитектора А. В. Щусева разработан генеральный план реконструкции Туапсе.
1949 год — возвратился из эвакуации нефтеперерабатывающий завод и дал первую продукцию.
1956 год — входит в строй I очередь Дворца культуры моряков, восстановлен стадион «Водник», из Туапсе в Сочи пришёл первый пробный электровоз.
1962 год — вступила в строй первая городская поликлиника.
1963 год — введена в строй первая гостиница «Туапсе» на 200 мест.
1964 год — на площади, образованной пересечением улиц К. Маркса, Победы и С. Перовской, открыт памятник В. И. Ленину. Площадь получила имя В. И. Ленина.
1965 год — на Пионерской Горке состоялась церемония перезахоронения останков неизвестных защитников города в годы Великой Отечественной войны.
К 1970 году вошли в строй хлебозавод, пивзавод, винзавод, мясокомбинат, обувная фабрика. Реконструируются судоремонтный завод и морской порт. На южном молу строится нефтеналивные причалы, станция очистки балластных вод, построен новый пассажирский причал, реконструируется нефтепирс и широкий мол.
1976 год — в Туапсе прибыла делегация французского города Ажена. Подписан акт о побратимстве двух городов.
1979 год — открыто движение по железнодорожной ветке Туапсе-Краснодар.
1981 год — Указом Президиума Верховного Совета СССР город Туапсе награждён орденом Отечественной войны I степени.
1985 год — приняла первых больных новая больница моряков, переименованная в 2008 году в клинику им. Пирогова.
1988 год — открыт мемориальный дом-музей художника-подвижника А. А. Киселёва, филиал историко-краеведческого музея им. Н. Г. Полетаева.
1991 год — начал работать туапсинский муниципальный театр юного зрителя.
1995 год — Туапсе вступил в Ассоциацию малых городов Юга России.
1996 год — на заседании Туапсинской городской Думы принят новый Устав города.
2005 год — решением Совета муниципального образования принят герб и флаг города (автор идеи В. Н. Сапелкин, художник А. В. Стеблецкий). Государственная геральдическая комиссия РФ утвердила герб (номер государственного геральдического регистра 1806) и флаг (гос. геральдический номер 1807).
2006 год — решением Совета муниципального образования принят Гимн города Туапсе.
4 декабря 2007 года подведены предварительные итоги референдума жителей города и района об объединении муниципальных образований, прошедшего 2 декабря. По данным краевой избирательной комиссии, на вопрос: «Согласны ли Вы на преобразование муниципального образования город Туапсе путём изменения статуса городского округа на статус городское поселение и включение его в состав муниципального образования Туапсинский район?» 50,7 % из числа участников референдума, по официальным данным, ответили утвердительно.
Указом Президента Российской Федерации от 5 мая 2008 года, городу присвоено почётное звание Российской Федерации «Город воинской славы».
Знаменательные даты города
- День города Туапсе — 1-е воскресенье июля[17].
- День освобождения (конец 1942 года) Туапсинского района (завершение Туапсинской оборонительной операции) — 21 декабря[17].

## Население
| 1897    | 1913    | 1926    | 1931    | 1939    | 1959    | 1967    | 1970    | 1976    | 1979    | 1982    | 1986    |
| ------- | ------- | ------- | ------- | ------- | ------- | ------- | ------- | ------- | ------- | ------- | ------- |
| 1392    | ↗7700   | ↗12 022 | ↗29 000 | ↗29 795 | ↗36 650 | ↗49 000 | ↗51 385 | ↗58 000 | ↗59 843 | ↗62 000 | ↗64 000 |
| 1987    | 1989    | 1992    | 1996    | 1998    | 2000    | 2001    | 2002    | 2003    | 2005    | 2006    | 2007    |
| →64 000 | ↘63 081 | ↗64 400 | ↗65 700 | ↗65 800 | ↘65 400 | ↘65 300 | ↘64 238 | ↘64 200 | ↘63 500 | →63 500 | →63 500 |
| 2008    | 2009    | 2010    | 2011    | 2012    | 2013    | 2014    | 2015    | 2016    | 2017    | 2018    | 2019    |
| ↗63 700 | ↘63 283 | ↗63 292 | ↗63 300 | ↘63 108 | ↘62 959 | ↗63 185 | ↗63 417 | ↘63 058 | ↘62 841 | ↘62 269 | ↘61 938 |
| 2020    | 2021    | 2023    | 2025    |         |         |         |         |         |         |         |         |
| ↘61 180 | ↗61 571 | ↘60 707 | ↘60 089 |         |         |         |         |         |         |         |         |

Процент от населения района — 48.88 %
Плотность — 1817.03 чел./км2.
На 1 января 2025 года по численности населения город находился на 265-м месте из 1124 городов Российской Федерации.
Национальный состав
По данным Всероссийской переписи населения 2010 года:
| Народ                     | Численность, чел. | Доля от всего населения, % |
| ------------------------- | ----------------- | -------------------------- |
| русские                   | 47 593            | 75,2 %                     |
| армяне                    | 5367              | 8,5 %                      |
| украинцы                  | 1253              | 1,9 %                      |
| адыги (черкесы)           | 804               | 1,3 %                      |
| другие                    | 1822              | 2,9 %                      |
| не указана национальность | 6453              | 10,2 %                     |
| Всего                     | 63 292            | 100 %                      |

Половозрастной состав
По данным Всероссийской переписи населения 2010 года:
| Возраст, лет      | Численность, чел. | Доля от всего населения, % |
| ----------------- | ----------------- | -------------------------- |
| 0—14              | 9108              | 14,4 %                     |
| 15—59             | 40 073            | 63,3 %                     |
| от 60             | 14 099            | 22,3 %                     |
| возраст не указан | 12                | 0,02 %                     |
| Всего             | 63 292            | 100 %                      |

Средний возраст — 41,2 лет. Медианный возраст — 40,7 лет.
Мужчины — 28 373 чел. (44,8 %), женщины — 34 919 чел. (55,2 %).

## Туапсинское городское поселение
В 1993 году Туапсинский городской Совет был упразднён и преобразован в Туапсинский городской округ.
В 2004 году Туапсинский городской округ был преобразован в муниципальное образование, со статусом городского округа.
2 декабря 2007 года был проведён референдума жителей города и Туапсинского района, об объединении муниципальных образований. По данным краевой избирательной комиссии, на вопрос: «Согласны ли Вы на преобразование муниципального образования город Туапсе путём изменения статуса городского округа на статус городское поселение и включение его в состав муниципального образования Туапсинский район?» 50,7 % из числа участников референдума, по официальным данным, ответили утвердительно.
Муниципальное образование расположено в центральной части Туапсинского района. В его состав входит 1 населённый пункт.
Граничит с землями муниципальных образований: Небугское сельское поселение на севере, Вельяминовское сельское поселение на северо-востоке и Шепсинское сельское поселение на юго-востоке.

## Местное самоуправление
Администрация Туапсинского городского поселения — город Туапсе, ул. Победы, 17.
Структуру органов местного самоуправления сельского поселения составляют:
- Администрация Туапсинского городского поселения
  - Глава Туапсинского городского поселения — Береснев Артём Викторович[45].
- Совет местного самоуправления Туапсинского городского поселения
  - Председатель совета местного самоуправления городского поселения — Стародубцев Владимир Владимирович.

## Территориальное деление
В городе официально отсутствуют административно-территориальные районы, однако в обиходе используются исторически сложившиеся районы города:
| № | Название      | Географическое положение                                                             |
| - | ------------- | ------------------------------------------------------------------------------------ |
| 1 | Центр         | центральная часть города, с примыкающей к ней побережьем моря                        |
| 2 | Приморье      | северо-западная часть города, в нижнем течении реки Паук                             |
| 3 | Грознефть     | левобережье реки Туапсе                                                              |
| 4 | Звёздная      | самый высокий район города, расположенный напротив центра, через реку Туапсе         |
| 5 | Сортировка    | расположен выше центра по течению реки Туапсе, на правом берегу                      |
| 6 | Барсовая Щель | на выезде из города в сторону Джубги; компактный район, расположенный в узком ущелье |
| 7 | Калараша      | располагается выше Приморья по течению реки Паук                                     |
| 8 | Кадош         | находится на выезде из города в сторону села Агой, рядом со скалой Киселёва          |

## Экономика

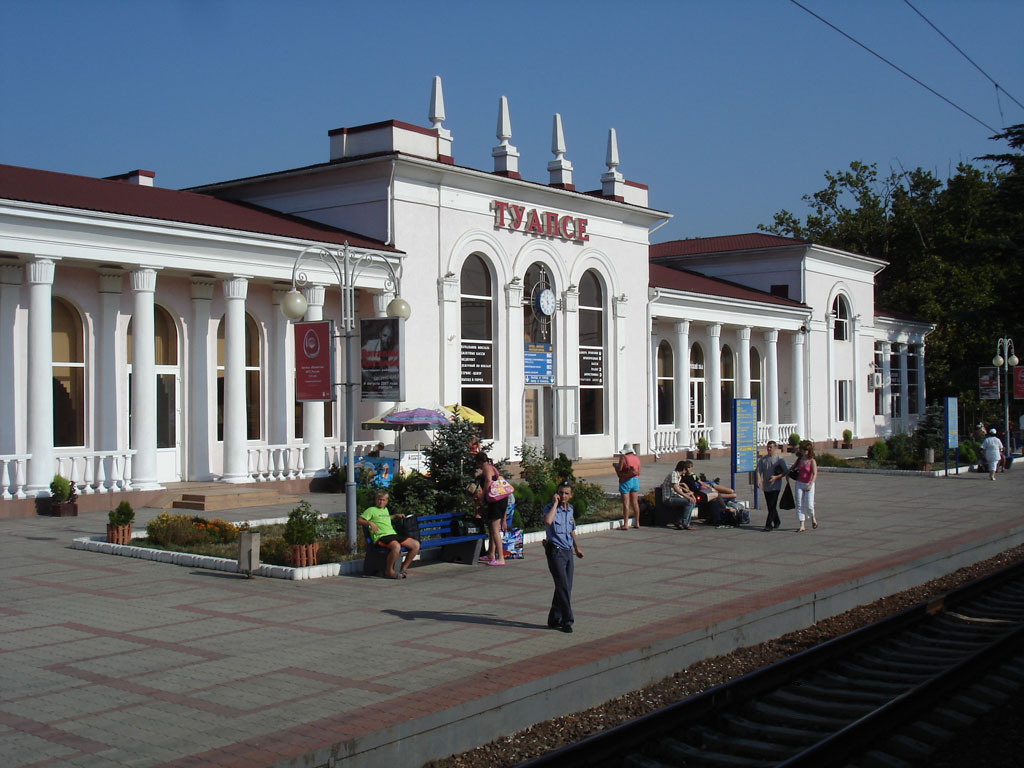
Здание железнодорожного вокзала

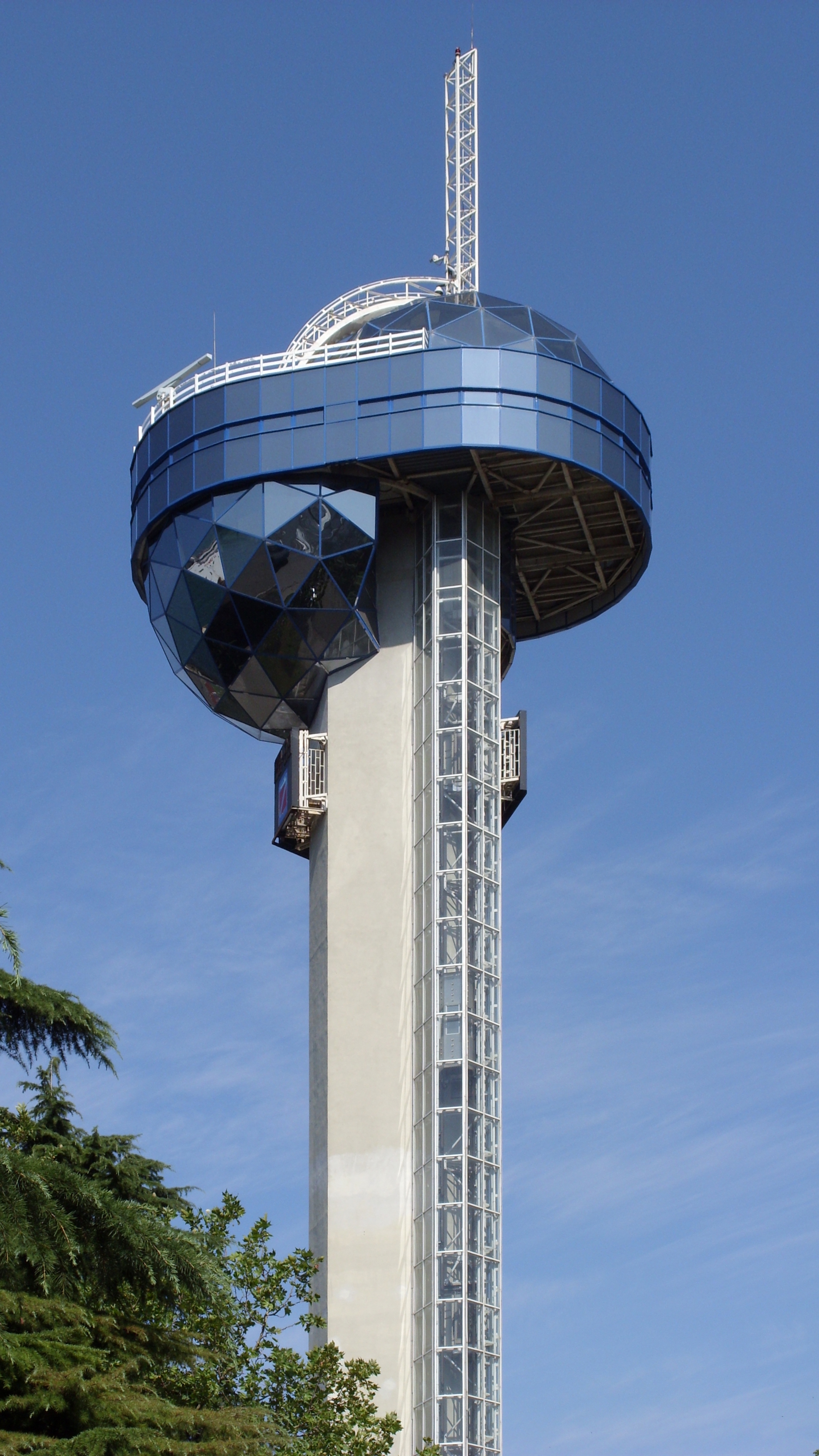
Диспетчерский пункт порта

Основные отрасли в экономике города — нефтепереработка, транспортная отрасль и пищевое производство.
Промышленность
В городе функционируют промышленные предприятия:
- перевалочная нефтебаза «Заречье», принадлежащая АК «Транснефть»;
- Туапсинский нефтеперерабатывающий завод, принадлежащий ПАО НК «Роснефть»;
- перевалочная нефтебаза, принадлежащая ПАО НК «Роснефть»;
- АО «Туапсинский Морской Торговый Порт»;
- сортировочная станция Северо-Кавказской железной дороги;
- мясоперерабатывающие предприятия;
- хлебозавод.

Ранее в городе действовали промышленные объекты:
- судоремонтный завод им. Дзержинского (более не существует, территория передана Туапсинскому морскому торговому порту);
- машиностроительный завод (более не существует, территорией владеет дочернее общество ПАО НК «Роснефть»);
- судомеханический завод — производил суда маломерного флота (более не существует, на территории построен терминал по перевалке и хранению сухих минеральных удобрений);
- молокозавод (в настоящее время на территории молокозавода работает торговый центр строительных материалов);
- рыбзавод (в настоящее время на территории работает коммерческий порт по перевалке овощей из Турции в Россию);
- рыболовецкий колхоз им. Ленина (в настоящее время на территории действует автостоянка);
- обувная фабрика (в настоящее время на территории работает торговый центр «Красная площадь»);
- винзавод (прекратил свое существование в начале 2000-х годов);
- пивзавод — выпускал также безалкогольные напитки (изначально был в начале Новороссийского шоссе, в 1972 году перенесён на общую территорию с винзаводом, работал до 1999 года);
- предприятия по добыче мергеля, известняка, песчаника.

Торговля, сфера услуг, туризм
Основные торговые коридоры города — улицы Карла Маркса, Галины Петровой, Маршала Жукова и Софьи Перовской. В городе расположены магазины торговых сетей — «Алмаз-Холдинг», «Л'Этуаль», «Магнит», «М-Видео» и др. Есть фирменные магазины таких марок как «Глория Джинс» и др. Действует гипермаркет «Магнит-Семейный» и торгово-развлекательный комплекс «Красная площадь».
В городе работают десятки баров, кафе, ресторанов, бистро. Функционирует три кинотеатра: киноцентр «Монитор», муниципальные кинотеатры «Россия» и «Родина». В летнее время работают открытые пляжные танцплощадки.
Промышленно-транспортная специфика городской экономики препятствует развитию туристической отрасли, несмотря на благоприятные климатические и природные условия. В этой связи, Туапсе является промежуточным пунктом для туристов, направляющихся на курорты Туапсинского района — Небуг, Агой, Ольгинку, Шепси, а также курорты соседнего Лазаревского района города Сочи. Город Туапсе является востребованным местом отдыха для туристов, останавливающихся в частном секторе. Функционирует центральный городской пляж (расположен в конце улицы Гагарина, за рекой Туапсе) и пляж в районе Приморье с одноимённым названием, (в сторону мыса Кадош) который также именуется среди местных жителей как «дикий». При этом официального статуса курорта, город не имеет.

## Транспорт

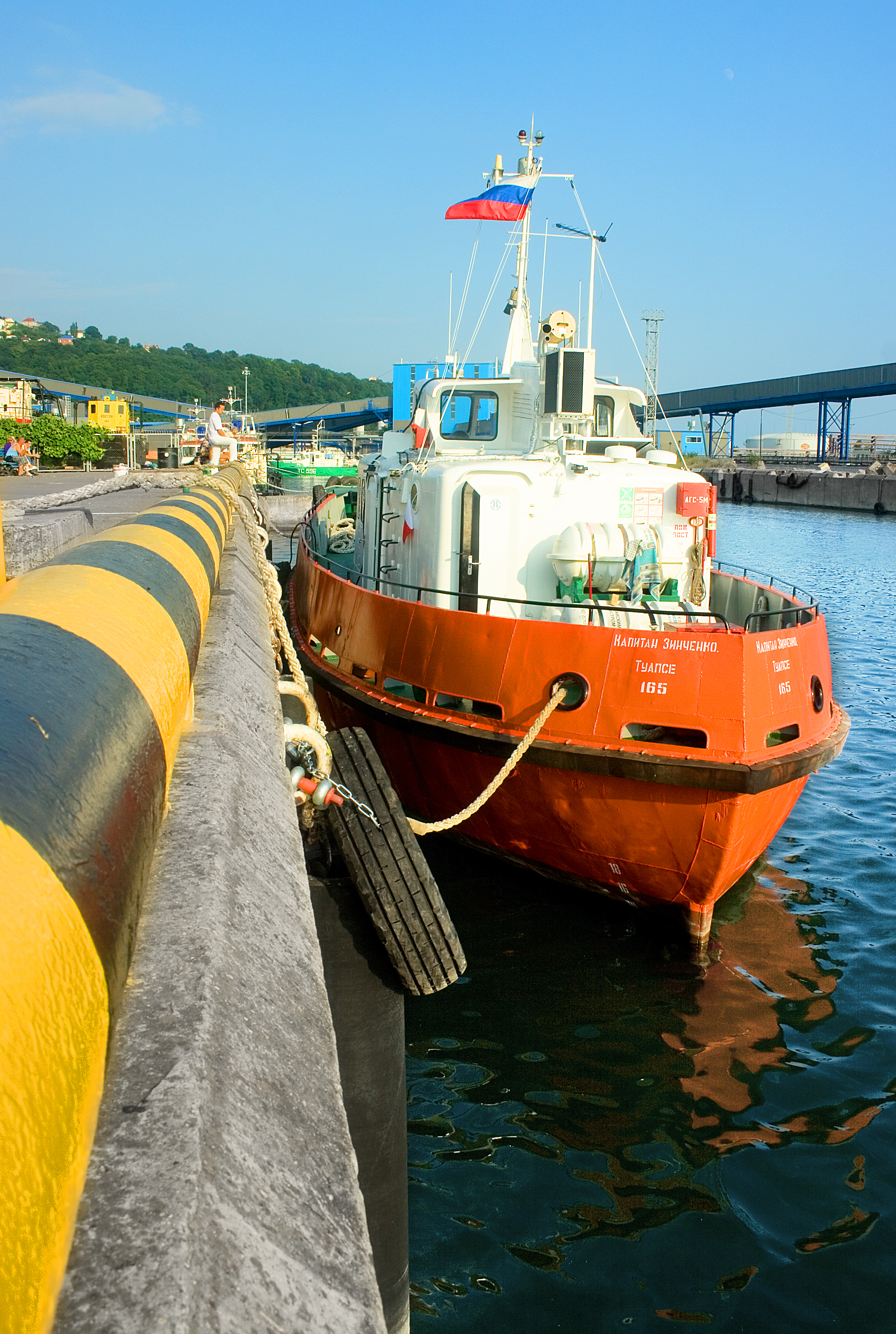
Порт

Туапсе — один из ключевых транспортных узлов Черноморского побережья РФ. Месторасположение города определяет его ключевое значение для обеспечения наземной связи с курортной столицей страны — городом Сочи, а также делает городской порт важным пунктом в поставках за рубеж сырьевой продукции страны (нефти, удобрений, угля и т. п.).
В городе Туапсе представлены предприятия автотранспорта, железнодорожного и морского транспорта:
- Филиал Федерального государственного бюджетного учреждения «Администрация морских портов Чёрного моря» в морском порту Туапсе;
- Туапсинское управление Азово-Черноморского Бассейнового филиала Федерального Государственного Унитарного предприятия «Росморпорт» (обеспечение безопасности движения судов, строительство, реконструкция и ремонт портовых сооружений);
- Туапсинский морской торговый порт: вывоз нефти и нефтепродуктов. ОАО «ТМТП» — оператор морского порта — принадлежит ОАО «НЛМК» на 69,4 %;
- железнодорожная станция Туапсе Северо-Кавказской железной дороги;
- балкерный терминал компании «Еврохим»[46];
- ООО «РН-Морской терминал Туапсе» (хранение, перевалка и реализация нефтепродуктов);
- государственное Туапсинское пассажирское автотранспортное предприятие (пассажирские городские, пригородные и междугородние перевозки);
- ОАО «Туапсетранссервис» (пассажирские и грузовые перевозки);
- ООО «Стройтранс» (грузовые перевозки).

### Туапсинский порт

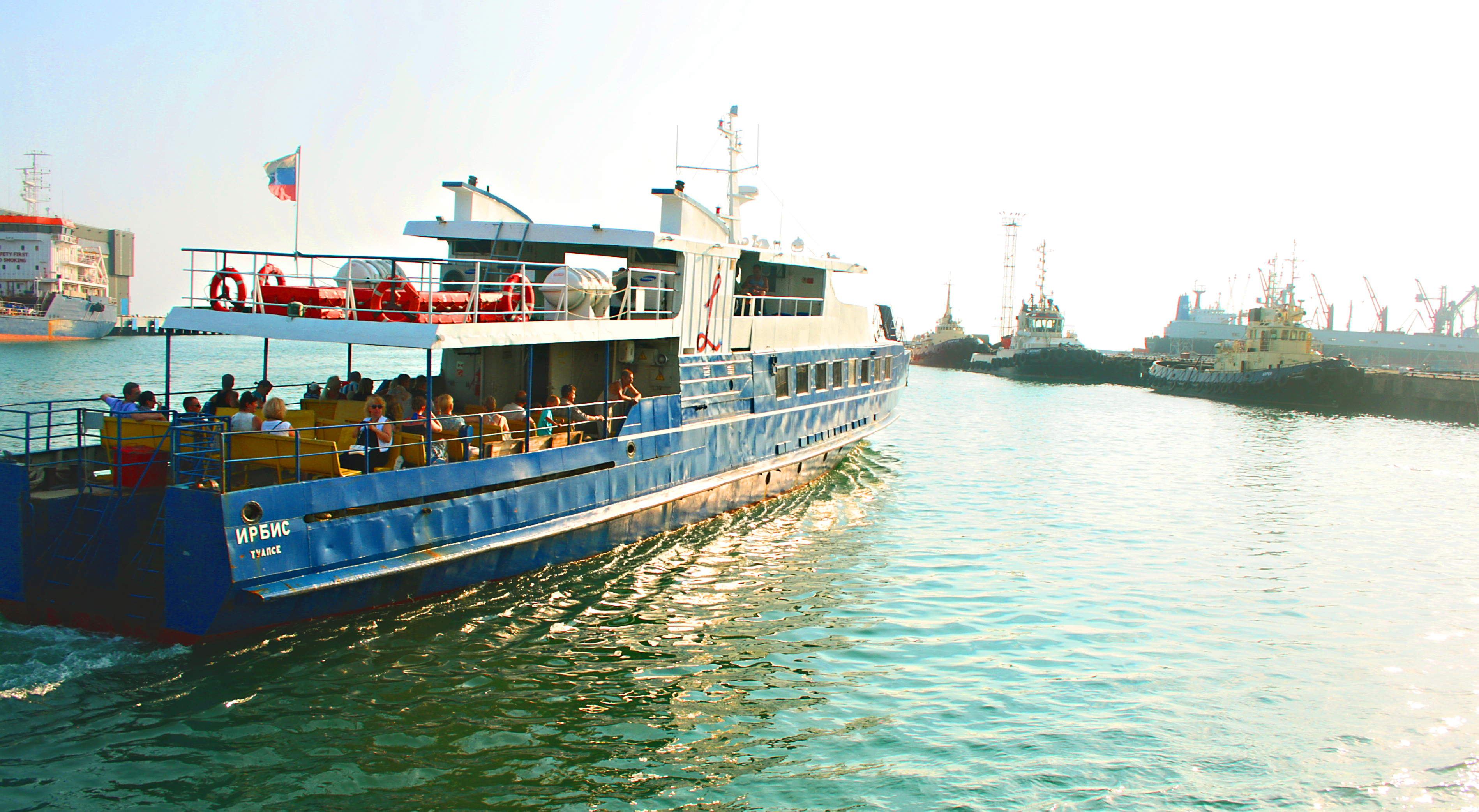
В порту

В связи с предположением Туапсинского морского торгового порта увеличить свой грузопоток, намечены дальнейшее развитие порта и ввод в действие нового терминала по отгрузке зерна. Также намечена дальнейшая реконструкция нефтебазы. Ей предстоит внедрить новые технологии и новое оборудование.
Грузооборот
| Год                    | 2002 | 2008 | 2009 | 2010 | 2011 | 2012  | 2013  | 2018  | 2019 | 2020 |
| ---------------------- | ---- | ---- | ---- | ---- | ---- | ----- | ----- | ----- | ---- | ---- |
| Грузооборот, млн. тонн | 17,9 | 19,4 | 18,4 | 18,5 | 19   | 16,4  | 12,2  | 25,6  | 25,2 | 26,8 |
| Рост, %                | -    | 8,3  | -5,1 | 0,5  | 2,7  | -13,6 | -12,2 | 109,8 | -1,5 | 6,3  |

### Городской транспорт
В Туапсе действует сеть автобусных маршрутов, а также маршрутных такси. Маршрутные такси и автобусы соединяют различные районы города, а также пригороды Туапсе и населённые пункты Туапсинского района. Также развита служба агрегаторов такси.

## Культура и достопримечательности
- Городской дворец культуры
- Дворец культуры нефтяников
- Городской парк культуры и отдыха
- Туапсинский камерный оркестр

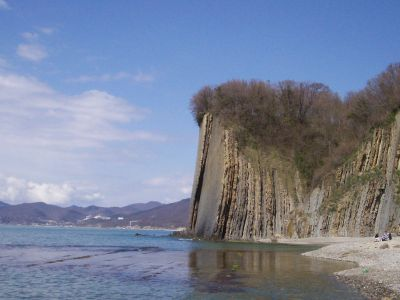
Скала Киселёва. Вид с юго-востока

- Историко-краеведческий музей обороны Туапсе.
- Историко-краеведческий музей «имени Н. Г. Полетаева».
- Мемориально-художественный дом-музей художника А. А. Киселёва.
- Туапсинский театр юного зрителя / Туапсинский молодёжный драматический театр.
- Мемориал защитникам города в годы Великой Отечественной войны.

В 2012 году полностью изменён внешний облик Центральной площади города. Новый Каскад фонтанов, памятник городу Воинской славы, Солнечные часы и Шахматный уголок удачно вписались в архитектуру площади.
Наиболее популярные среди туристов места города:
- Приморский бульвар и городская набережная, на которой расположена одна из архитектурных доминант города — СУДС (Система управления движением судов, получивший народное название «чупа-чупс»).
- Улица Карла Маркса со знаменитой платановой аллеей (которая разделена на основную и старую аллею). На улице располагаются фонтан, кинотеатр «Россия», кинотеатр «Родина», здание Главпочтамта, переговорный пункт, магазины и рестораны.
- Улица Галины Петровой — пешеходная улица с преимущественно хвойной растительностью со множеством магазинов, ведущая от ул. Карла Маркса к Центральному рынку.
- Торгово-развлекательный центр «Красная площадь» на улице Сочинская.
- Городской парк культуры и отдыха с фонтаном, множеством видов деревьев и растений, ротондой и концертным залом.
- Набережная городского пляжа.
- Сквер «Алые паруса» в микрорайоне Приморье.
- Скала Киселева, к которой можно добраться тремя способами: по пляжу; по воде (на теплоходе, лодке), либо через горы (доехать на автомобиле и оставить его на специальной площадке, далее пешком).

В окрестностях города расположены многочисленные дольмены бронзового века и другие археологические памятники. Большой популярностью среди туристов пользуется скала Киселёва, расположенная за мысом Кадош.

## Образование
В Туапсе функционируют 11 средних общеобразовательных школ, 1 вечерняя школа, 1 школа для умственно отсталых детей и 3 школы-интерната.
В городе расположены филиалы высших учебных заведений:
- Ростовский государственный университет путей сообщения
- Российский государственный гидрометеорологический университет

Учреждения среднего профессионального образования:
- Туапсинский гидрометеорологический техникум
- Туапсинский финансово-юридический колледж
- Туапсинская морская кадетская школа
- Туапсинский социально-педагогический колледж

## Средства массовой информации
- Издаётся городская газета «Черноморье сегодня»[53], тиражируемая на территории города и Туапсинского района. Газета выходит 3 раза в неделю (вторник, четверг, суббота).

### Телевидение
Цифровое вещание
Первый мультиплекс цифрового телевидения России (пакет цифровых телеканалов «РТРС-1»)
Второй мультиплекс цифрового телевидения России (пакет цифровых телеканалов «РТРС-2»)

### Радиостанции
| - 67,76 УКВ — (БЫЛО) Радио России / ГТРК Кубань - 72,50 УКВ — (БЫЛО) Радио Маяк - 89,4 FM — Радио Кавказ Хит - 89,8 FM — Радио Чистая Волна - 90,2 FM — Радио Дача - 90,8 FM — Love Radio - 91,9 FM — Радио Monte-Carlo - 92,6 FM — Ретро FM - 93,6 FM — Юмор FM - 94,2 FM — Наше радио - 94,6 FM — Новое радио - 95,0 FM — Казак FM - 95,4 FM — Радио Рекорд - 95,8 FM — Маруся FM - 96,2 FM — Вести FM | - 96,6 FM — Дорожное Радио - 97,4 FM — Европа Плюс - 99,1 FM — Радио Шансон - 99,6 FM — Радио Шоколад - 100,1 FM — Первое радио - 100,5 FM — Радио Ваня - 101,4 FM — Радио России / ГТРК Кубань - 101,8 FM — Радио NEXT - 102,8 FM — Русское радио - 104,6 FM — Авторадио - 105,0 FM — Радио ENERGY - 105,5 FM — Love Radio - 106,5 FM — Радио Вера - 107,3 FM — DFM |

## Улицы
На территории города зарегистрировано:
- 183 улицы
- 55 переулков
- 10 тупиков
- 4 площади (Ильича, Ленина, Октябрьской революции, Привокзальная)
- 9 СНТ (садовое некоммерческое товарищество)
- 123 территорий ГСК (гаражно-строительный кооператив)
- 3 территории ГЛК (гаражно-лодочный кооператив)
- 2 набережных пляжа (Городской и Приморье).

## Известные уроженцы
- Родившиеся в Туапсе:
- Умершие в Туапсе:

## Галерея

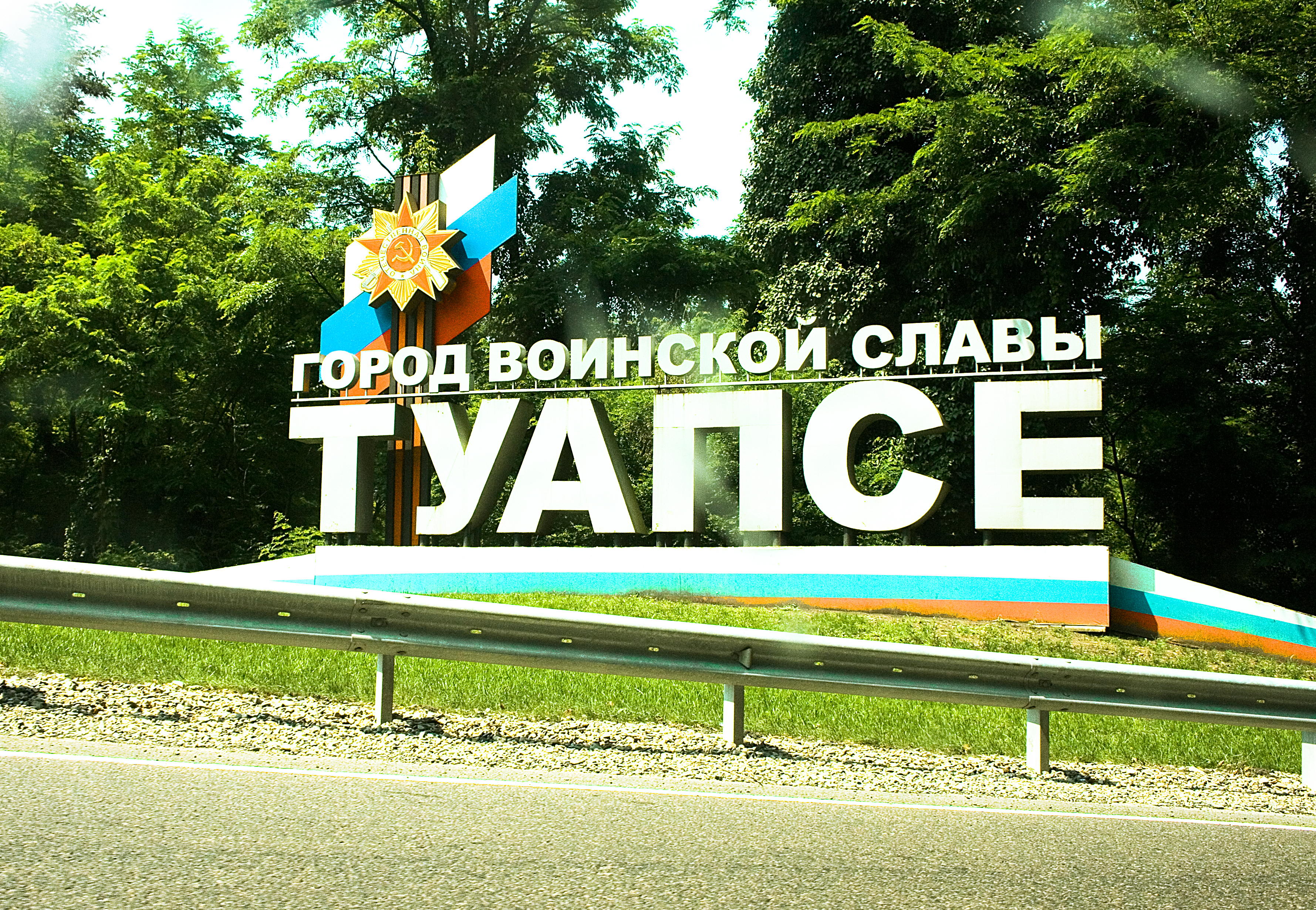
Город Воинской славы — Туапсе
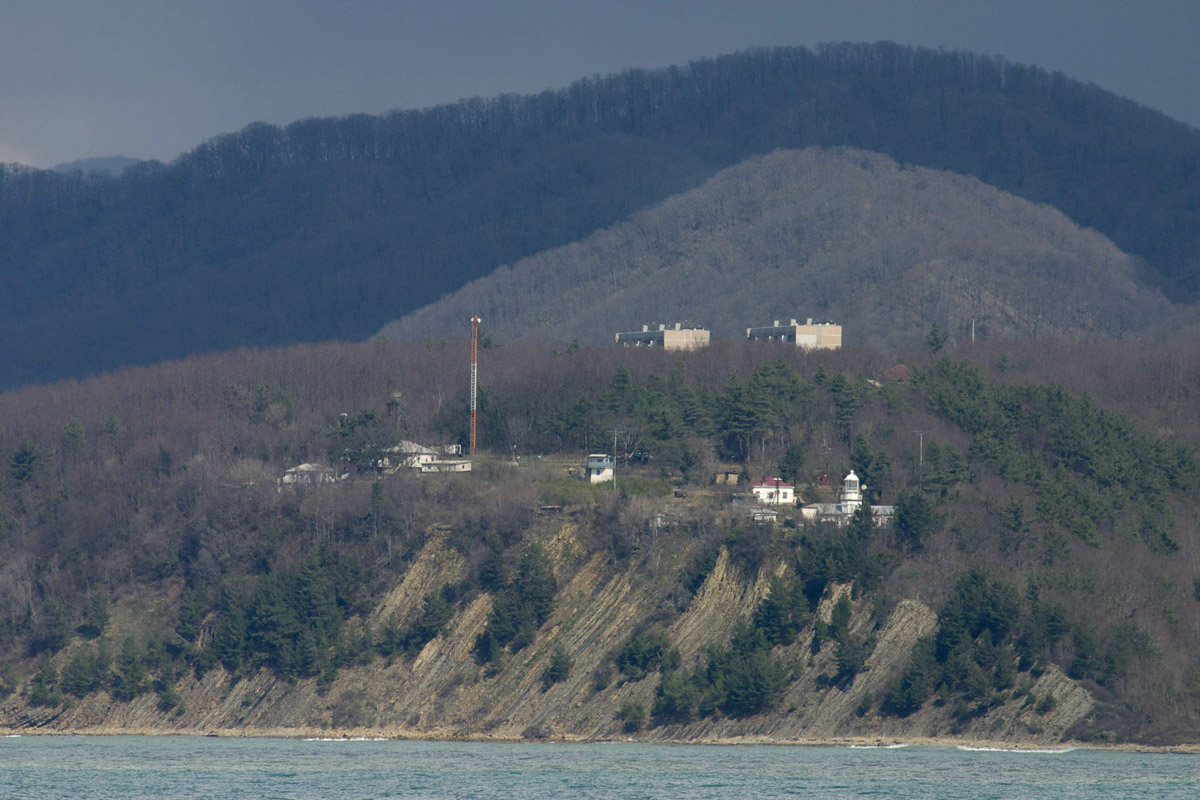
Кадошский маяк
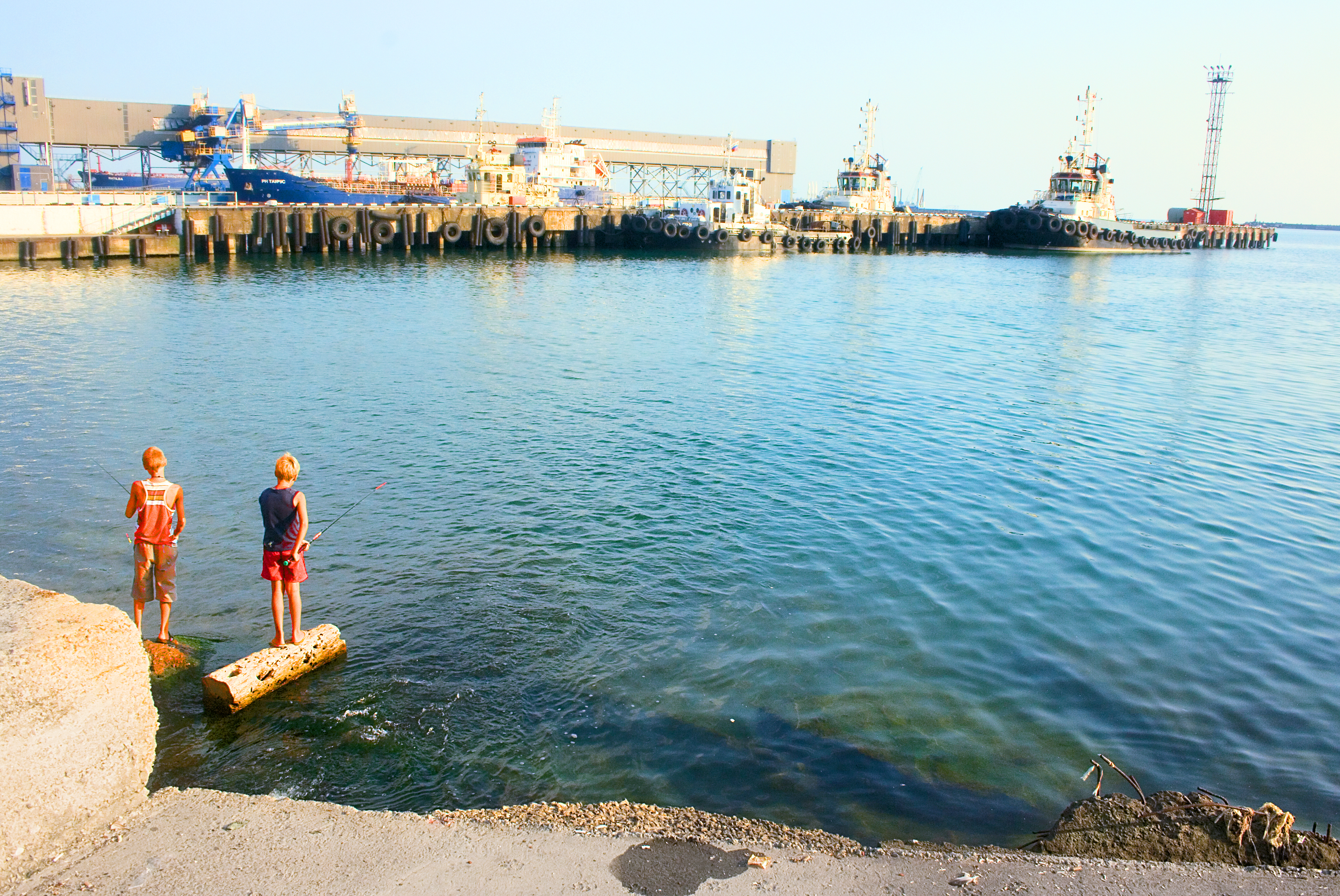
Набережная в районе порта
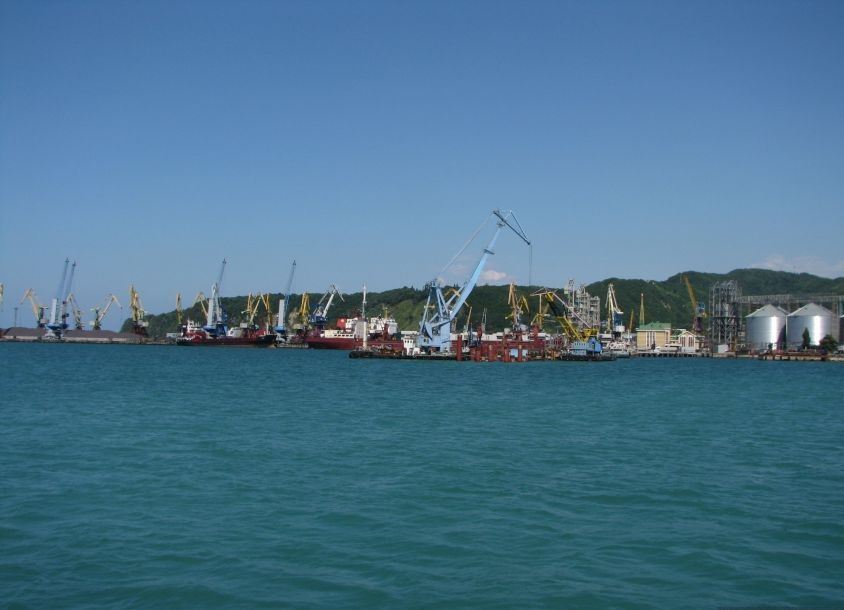
Морской порт Туапсе
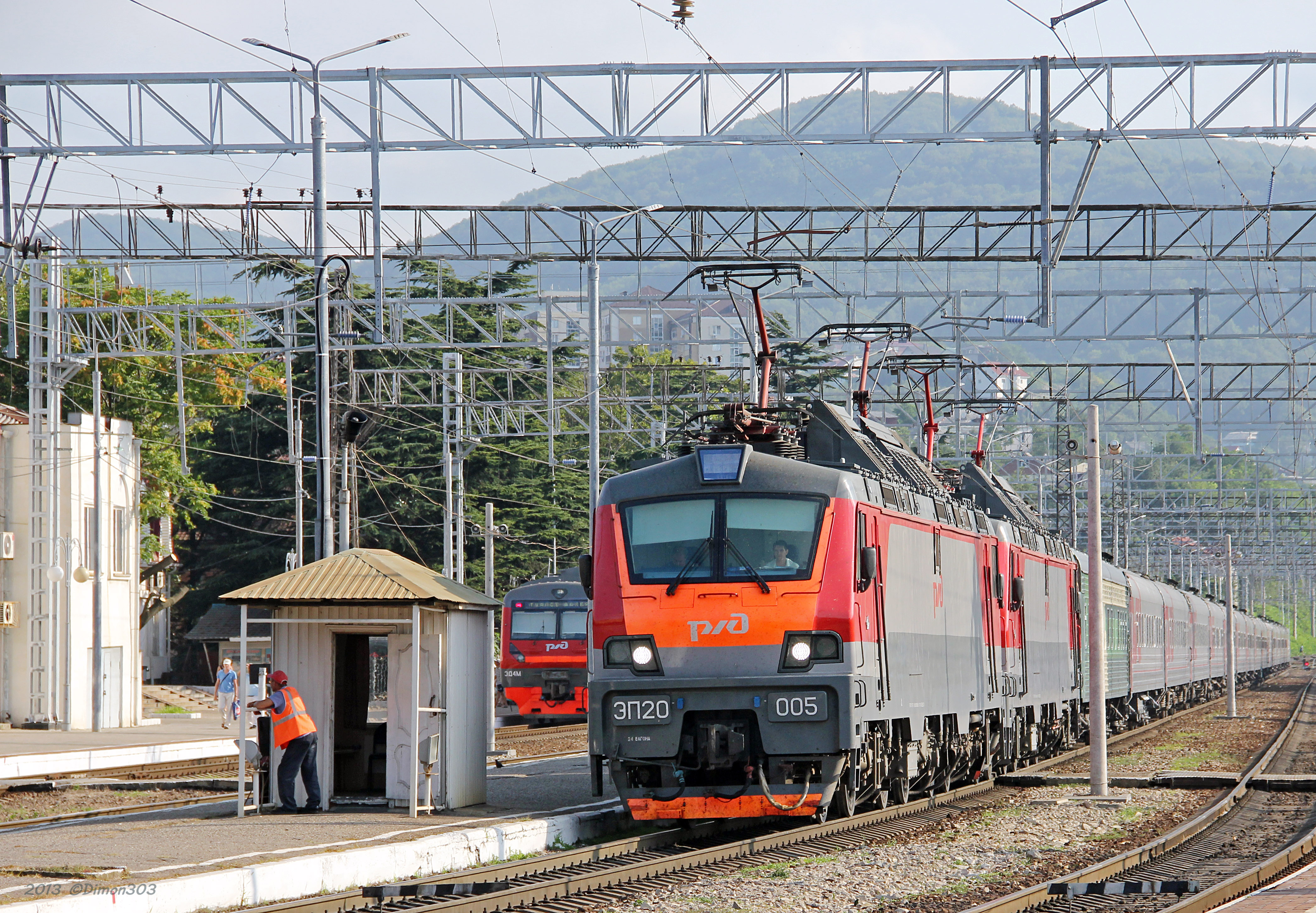
Станция «Туапсе-Пассажирская»